# Farsighted (libro)
Visión de futuro (Farsighted): Cómo tomamos las decisiones que más importan (2018) es un libro de no ficción del periodista estadounidense Steven Johnson . 

## Conceptos clave
Johnson utiliza un enfoque de "estudio del caso" para explorar el proceso de análisis de espectro completo que utilizanquienes toman decisiones con éxito. Los ejemplos varían ampliamente, desde la redada de 2011 que acabó con Osama Bin Laden hasta la destrucción del Collect Pond de Manhattan, e incluso incluyen la representación literaria de la toma de decisiones bajo incertidumbre en el Middlemarch de George Eliot. Johnson extrae estos ejemplos como herramientas para la toma de decisiones: "No tenemos un algoritmo infalible para tomar decisiones sabias, pero sí tenemos una serie significativa de técnicas que pueden evitar que tomemos decisiones estúpidas. "  : 144 
En opinión de Johnson, "el arte de tomar decisiones con visión de futuro —que requieren largos períodos de deliberación, o cuyas consecuencias podrían durar años, si no siglos, como en el caso del Collect Pond— es una habilidad extrañamente poco apreciada". : 13  La tendencia a concentrarse en los elementos específicos de una decisión puede oscurecer el proceso mediante el cual se toman "decisiones difíciles", un proceso lento que es muy diferente de los "juicios exprés e impresiones visuales" perfilados en libros como Blink y How We Decide,  : 14  que se basan en el "Sistema 1" automático del cerebro descrito en Pensamiento, rápido y lento de Daniel Kahneman. 
Johnson promueve la idea de que quienes están capacitados para tomar decisiones con visión de futuro utilizan un proceso que comprende como pasos separados el mapeo, la predicción (incluida la previsión y simulación) y la decisión. Las decisiones implican distintas fases de divergencia y consenso. "En una fase de divergencia, el objetivo clave es obtener tantas perspectivas y variables sobre la mesa como sea posible a través de ejercicios exploratorios diseñados para revelar nuevas posibilidades... a veces esas posibilidades toman la forma de un camino completamente nuevo que no se había contemplado al inicio del proceso. En la fase de consenso, la exploración abierta de nuevas posibilidades invierte el curso, y el grupo comienza a reducir sus opciones, buscando un acuerdo sobre el camino correcto. Cada fase requiere un conjunto distinto de herramientas cognitivas y modelos de colaboración para obtener éxito ". : 21–22 

### Mapeo
El primer paso para enfrentar una decisión difícil es hacer un mapa "para describir el terreno literal y figurativo que te rodea: hacer un inventario de todas las fuerzas en juego, esbozar todas las regiones visibles y al menos reconocer los puntos ciegos; trazar los caminos potenciales que pueden tomarse para navegar el espacio ". : 75  El objetivo es "un conjunto de caminos potenciales, dadas las variables en juego en el sistema general ... el mapeo es el punto en el proceso de decisión donde la divergencia y la diversidad son claves. No se busca consenso en esta fase; se está buscando ampliar el rango de posibles factores (y, en última instancia, las rutas de decisión). El desafío del mapeo es conseguir salirse de nuestro sentido intuitivo acerca de la situación que tenemos delante. Nuestras mentes gravitan naturalmente hacia las interpretaciones de banda estrecha, comprimiendo todo el espectro hacia una porción dominante ". : 44  Quienes toman decisiones con visión de futuro no fuerzan al mapa para "que encaje en alguna plantilla existente", sino que desarrollan "el tipo de visión precisa que se necesita para ver la situación como realmente es". : 48 

### Predicción
La toma de decisiones difíciles implica implícitamente "hacer predicciones sobre el transcurso de eventos futuros", : 101  pero las decisiones exitosas requieren "una comprensión mejor que el azar de hacia dónde le llevarán cada uno de los caminos entre los que tiene que elegir. No puede ser previsor si el camino por delante está borroso ". : 89  El concepto de ensayo controlado aleatorio de Hill se ofrece como ejemplo de herramienta que aumentó significativamente el acierto en la predicción del comportamiento futuro de sistemas complejos. : 92, 101 
Las simulaciones en grupo, los juegos de guerra, la planificación de escenarios, los equipos rojos y el procedimiento "premortem de Gary Klein"  : 101–119  sirven para incorporar y localizar incertidumbres, ayudando a la toma de decisiones evitando una "serie de hábitos cognitivos - desde la falacia de la extrapolación al exceso de confianza o al sesgo de confirmación - [que] tienden a cegarnos ante los posibles escollos de una decisión una vez que nos hemos comprometido con ella ". : 119  Varias de estas herramientas se utilizaron para reducir y definir las incertidumbres en la planificación de la incursión de los EE. UU. En Abbottabad . 

### Decisión
El proceso de toma de decisión final, que puede ser considerado más arte que ciencia, se puede aclarar "manteniendo el puntaje". : 143  Johnson compara técnicas de puntuación de escenarios basadas en maximizar el resultado o minimizar el daño. Este último, formulado como una evaluación probabilística de riesgos, confiere una ventaja a largo plazo al forzar la consideración de "no solo nuestros objetivos y valores, sino también algo que podemos descartar demasiado rápido: la altamente improbable catástrofe". : 140 
Como han señalado las valoraciones de este libro, Johnson no prescribe un enfoque concreto, sino que aconseja a quienes toman las decisiones que se tomen un tiempo para reflexionar sobre las opciones : 143  y seleccionar las rutas que pueden modificarse más adelante. : 141  "Las decisiones difíciles exigen que entrenemos la mente para desestimar los juicios instantáneos del Sistema 1 del pensamiento, que mantengamos nuestra mente abierta a nuevas posibilidades, comenzando con la posibilidad de que nuestra respuesta instintiva a una situación sea probablemente incorrecta". : 143 
Los capítulos subsiguientes titulados "La elección global" y "La elección personal" exploran las ramificaciones de las decisiones que afectan a muchas o pocas personas, y el importante papel de la imaginación en cada una de ellas. : 149–211 

## Recepción crítica
Las críticas recibidas por Farsighted son generalmente positivas, enfatizando la experiencia de Johnson al escribir sobre la historia de las ideas y elogiando su uso de ejemplos apropiados. El New York Times lo designó como un "libro de ideas", un análisis "fascinante" de cómo los pensadores expertos en el largo plazo abordan las decisiones que, a diferencia de un libro de negocios típico, no prescribe "fórmulas fáciles" para tomar decisiones sobre "los grandes momentos que dan forma a nuestro futuro ". Una reseña del Financial Times elogia la idoneidad de Johnson para abordar este tema, los ejemplos presentados con gracia y su enfoque "positivo". El Wall Street Journal dijo que el libro "pierde fuerza" al considerar la toma de decisiones a escala global, ilustrada con el tema del cambio climático, pero su capítulo final, sobre una decisión personal trascendental, parece ser "desde el corazón ".